# Stathmopoda auriferella
Stathmopoda auriferella is een vlinder uit de familie Stathmopodidae. De wetenschappelijke naam van de soort is voor het eerst geldig gepubliceerd in 1864 door Walker.